# Roland Bouiti-Viaudo
Roland Bouiti-Viaudo est un homme politique Congolais. Il est le Maire de Pointe-Noire, la deuxième ville de la République du Congo, ainsi qu'un Député à l'Assemblée Nationale. Depuis 2010, il a été le Président du Mouvement Action et Renouveau (MAR).

## Carrière politique
Après la guerre civile de juin–octobre 1997, Bouiti-Viaudo a été inclus comme l'un des 75 membres du Conseil National de Transition (CNT), qui a servi en tant que parlement de transition de 1998 à 2002. Il a été élu Maire de Pointe-Noire par le conseil municipal le 12 février 2003.
En juin 2007, pendant les élections parlementaires, Bouiti-Viaudo a été élu à l'Assemblée Nationale en tant que candidat du MAR dans la deuxième circonscription de Hinda, situé dans la région du Kouilou. Il a remporté le siège avec 53,30 % des voix. Pendant les élections locales du 29 juin 2008, Bouti-Viaudo a été réélu par le conseil municipal en tant que Maire de Pointe-Noire.

## Mouvement Action et Renouveau
Jean-Baptiste Tati-Loutard a fondé et dirigé le MAR jusqu'à sa mort en 2009. Par la suite d'un congrès du parti qui a eu lieu les 5–6 février 2010, Bouiti-Viaudo a été élu Président de MAR. Bouiti-Viaudo a entrepris une initiative visant à revitaliser le parti, en organisant une campagne en mai 2010 pour encourager les gens à recevoir des cartes d'adhésion.
S'exprimant le 21 juin 2010, Bouiti-Viaudo a nié le rapport d'un journal qui disait qu'il y avait des tensions entre la MAR et le Parti Congolais du Travail (PCT) dans la Région du Niari. Il a souligné que les deux parties étaient à la fois membres de la Majorité Présidentielle qui soutiennent le Président Denis Sassou Nguesso et qu'ils entretenaient d'excellentes relations. Il a également dit que le PCT est la force de premier plan du Rassemblement de la Majorité Présidentielle (RMP) et le MAR a été la seconde en importance.
Pendant les élections législatives de juillet 2012, Bouiti-Viaudo était le candidat du MAR à Loango, une ville située dans le Département Kouilou. Il a remporté le siège dès le premier tour avec 56,55 % des voix.
Toujours en tant que candidat du MAR, Bouiti-Viaudo a été élu conseiller municipal de la section Lumumba en septembre 2014 pendant les élections locales. Il a ensuite été réélu pour un troisième mandat à la mairie de Pointe-Noire par le conseil municipal le 23 octobre 2014, la réception de 82 sur 85 votes. Il était le seul candidat pour ce poste.